# Cumella schieckei
Cumella schieckei är en kräftdjursart som beskrevs av Mihai Bacescu och Zarui Muradian 1975. Cumella schieckei ingår i släktet Cumella och familjen Nannastacidae. Inga underarter finns listade i Catalogue of Life.